# Paracinipe luteomaculata
Paracinipe luteomaculata är en insektsart som beskrevs av Marius Descamps och Mounassif 1972. Paracinipe luteomaculata ingår i släktet Paracinipe och familjen Pamphagidae. Inga underarter finns listade i Catalogue of Life.